# Trichotosia katherinae
Trichotosia katherinae là một loài thực vật có hoa trong họ Lan. Loài này được (A.D.Hawkes) P.F.Hunt miêu tả khoa học đầu tiên năm 1971.